# بلو هويل
بلو هويل (بالإنجليزية: Blue Howell)‏ هو مدير فني أمريكي، ولد في 1905، وتوفي في 15 أبريل 1964 في أوماها في الولايات المتحدة.